# Peranzanes
Peranzanes est une commune d'Espagne dans la province de León, communauté autonome de Castille-et-León. Elle s'étend sur 117,54 km2 et comptait environ 271 habitants en 2024.

## Géographie
Peranzanes est situé à environ 110 km à l'ouest de León , à une altitude d'environ 950 m .
La municipalité se compose de la ville principale de Peranzanes et des villages de Cariseda , Chano , Faro , Fresnedelo , Guímara et Trascastro .

## Évolution démographique
| Année        | 1900 | 1950 | 1970 | 1981 | 1991 | 2001 | 2011 | 2021 | 2024 |
| ------------ | ---- | ---- | ---- | ---- | ---- | ---- | ---- | ---- | ---- |
| Population   | 1913 | 1737 | 1347 | 595  | 389  | 319  | 331  | 269  | 271  |
| Source: INE. |      |      |      |      |      |      |      |      |      |

## Site touristique

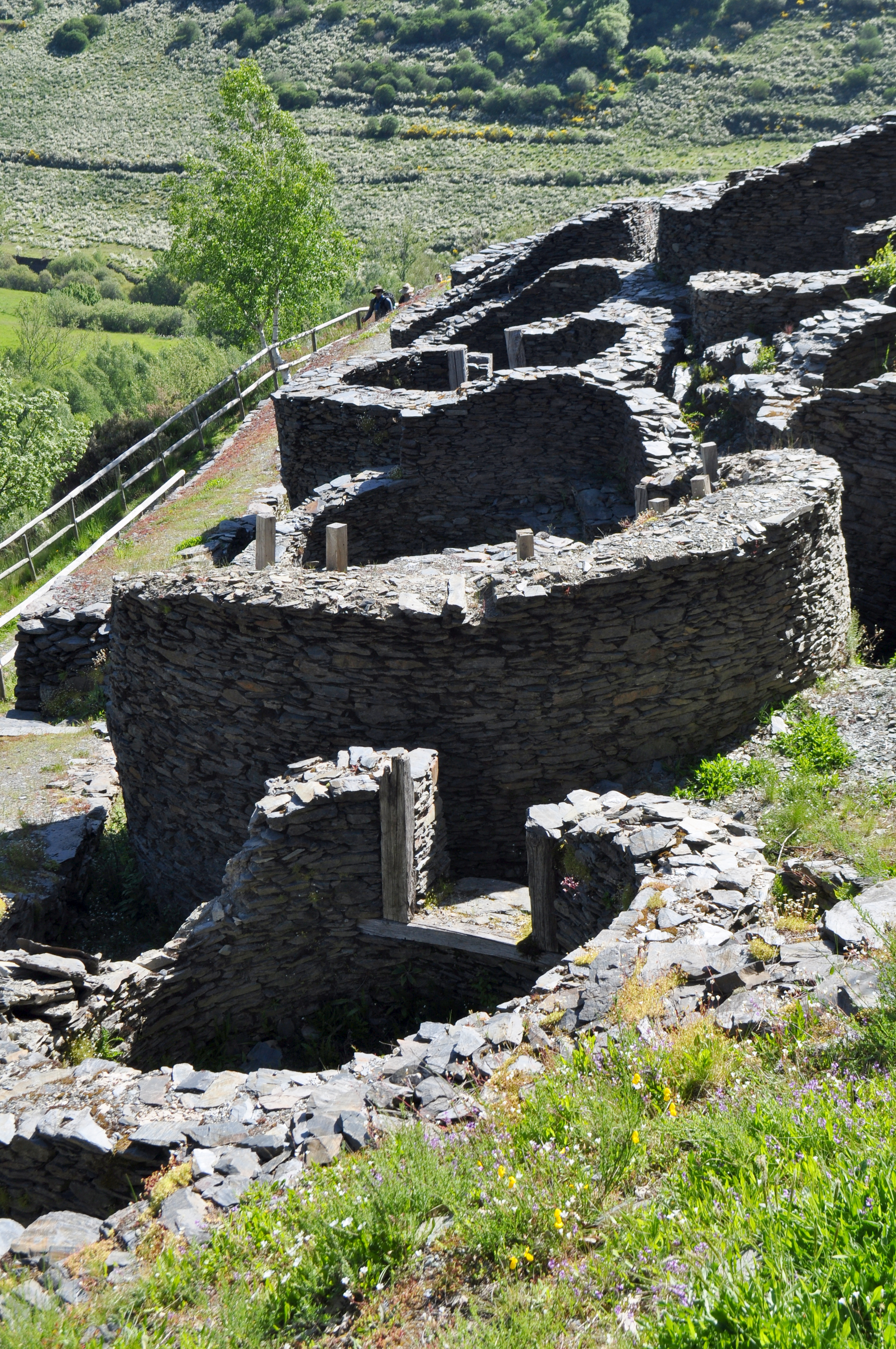
Ruines du château de Chano.

- Ruines du château de Chano.